# Evi Sachenbacher-Stehle
Evi Sachenbacher-Stehle, född 27 november 1980 i Traunstein, är en tysk längdskidåkare och skidskytt. 
Sachenbacher var med i det tyska stafettlaget som vann guld både vid OS i Salt Lake City och vid VM året efter i Val di Fiemme. Förutom dessa medaljer har hon ytterligare sex mästerskapsmedaljer. I Världscupen har hon främst lyckats i de kortare loppen och har (feb-07) 10 pallplatser i Världscupen.
Evi Sachenbacher-Stehle har haft den kända skidskyttetränaren Wolfgang Pichler som personlig tränare.
Vid olympiska vinterspelen 2014 i Sotji åkte Sachenbacher-Stehle fast för dopning.